# Jack Butland
Jack Butland (Bristol, el 10 de març de 1993) és un jugador professional de futbol anglès que juga com a porter per al club de la Premier League al Southampton i l'equip nacional d'Anglaterra.